# Kushk
Kushk este un oraș din Afganistan. Are o populație de 17.479 de locuitori.